# Tom Rogić
Tomas Petar ("Tom") Rogić (Servisch: Томас Петар Рогић) (Griffith, 16 december 1992) is een Australisch-Servisch voormalig voetballer die doorgaans speelde als middenvelder. Tussen 2012 en 2023 was hij actief voor Central Coast Mariners, Celtic, Melbourne Victory en West Bromwich Albion. Rogić maakte in 2011 zijn debuut in het Australisch voetbalelftal en kwam uiteindelijk tot drieënvijftig interlandoptredens.

## Clubcarrière
Rogić speelde voor Tuggeranong United tussen 2007 en 2009. Na die periode speelde de middenvelder een seizoen in het voetbalelftal van de nationale Australische universiteit. Voor Belconnen United speelde hij later ook nog vier duels, voordat hij de competitie The Chance won van Nike, waarmee hij een kans kreeg bij de Nike Football Academy. Op 2 januari 2012 ondertekende Rogić een contract bij Central Coast Mariners, waar hij na negentien dagen debuteerde in het met 3–2 gewonnen duel tegen Adelaide United. Op 10 februari maakte hij zijn eerste doelpunt voor de club, toen er met 2–1 verloren werd van Melbourne Victory.
In januari 2013 maakte Rogić voor circa een half miljoen euro de overstap maakte naar Celtic. Op 9 januari sloot de middenvelder zich aan bij het trainingskamp van de Schotten in Spanje. Exact een week later kwamen club en speler zelf tot overeenstemming. De daadwerkelijke overeenkomst kwam een dag later. Zijn debuut voor de regerend kampioen van Schotland maakte Rogić op 9 februari 2013, toen er met 1–1 gelijkgespeeld werd tegen Inverness Caledonian Thistle. De Australiër assisteerde Kris Commons bij het scoren van de gelijkmaker in de tweede helft en werd na afloop van de wedstrijd verkozen tot man van de wedstrijd. Rogić speelde in de rest van het seizoen 2012/13 nog zeven competitiewedstrijden en sloot het seizoen met Celtic af als landskampioen.
In het seizoen 2013/14 kwam Rogić niet veel in actie voor Celtic, wat ertoe leidde dat hij in januari 2014 werd verhuurd aan Melbourne Victory, terug in Australië. Door blessureleed speelde hij in de Australische competitie niet meer dan acht wedstrijden, en na terugkomst in Schotland in de zomer van 2014 bleef Rogić kampen met blessures. Hij miste vrijwel het hele seizoen 2014/15, werd tweemaal geopereerd aan zijn lies en kwam tot maart 2015 niet in actie. In maart keerde hij terug in het tweede elftal van Celtic en speelde hij mee in de wedstrijd tegen Motherwell. Op 9 augustus 2015 stond Rogić voor het eerst in bijna twee jaar weer in het basiselftal van Celtic voor de competitiewedstrijd tegen Partick Thistle (0–2 winst). Op aangeven van Leigh Griffiths opende hij na een halfuur de score. Op 29 augustus 2015 was hij opnieuw trefzeker, nu in de thuiswedstrijd tegen St. Johnstone (3–1) na een assist van de Hondurees Emilio Izaguirre. Het waren Rogić' eerste doelpunten in dienst van Celtic. In augustus 2016 verlengde de Australiër zijn verbintenis tot de zomer van 2019. Twee jaar later werd het contract van Rogić opnieuw opengebroken en verlengd; ditmaal tot medio 2023.
Een jaar eerder dan dat vertrok hij uit Glasgow, om voor een seizoen bij West Bromwich Albion te tekenen, met een optie op een jaar extra. Deze optie werd niet gelicht, waarna hij West Bromwich verliet. In oktober 2023 besloot Rogić op dertigjarige leeftijd een punt te zetten achter zijn actieve loopbaan.

## Clubstatistieken
| Seizoen | Club                   | Competitie   | Competitie | Competitie | Beker | Beker | Internationaal | Internationaal | Totaal | Totaal |
| Seizoen | Club                   | Competitie   | Wed.       | Dlp.       | Wed.  | Dlp.  | Wed.           | Dlp.           | Wed.   | Dlp.   |
| ------- | ---------------------- | ------------ | ---------- | ---------- | ----- | ----- | -------------- | -------------- | ------ | ------ |
| 2011/12 | Central Coast Mariners | A-League     | 13         | 2          | 0     | 0     | 4              | 0              | 17     | 2      |
| 2012/13 | Central Coast Mariners | A-League     | 11         | 3          | 0     | 0     | —              | —              | 11     | 3      |
| 2012/13 | Celtic                 | Premiership  | 8          | 0          | 0     | 0     | 0              | 0              | 8      | 0      |
| 2013/14 | Celtic                 | Premiership  | 3          | 0          | 1     | 0     | 3              | 0              | 7      | 0      |
| 2013/14 | → Melbourne Victory    | A-League     | 8          | 0          | 0     | 0     | 3              | 0              | 11     | 0      |
| 2014/15 | Celtic                 | Premiership  | 0          | 0          | 0     | 0     | 0              | 0              | 0      | 0      |
| 2015/16 | Celtic                 | Premiership  | 30         | 8          | 4     | 2     | 5              | 0              | 39     | 10     |
| 2016/17 | Celtic                 | Premiership  | 22         | 7          | 6     | 4     | 9              | 1              | 37     | 12     |
| 2017/18 | Celtic                 | Premiership  | 23         | 5          | 6     | 1     | 13             | 2              | 42     | 8      |
| 2018/19 | Celtic                 | Premiership  | 21         | 3          | 6     | 2     | 8              | 0              | 35     | 5      |
| 2019/20 | Celtic                 | Premiership  | 16         | 2          | 6     | 1     | 2              | 0              | 24     | 3      |
| 2020/21 | Celtic                 | Premiership  | 23         | 1          | 2     | 0     | 6              | 1              | 31     | 2      |
| 2021/22 | Celtic                 | Premiership  | 32         | 6          | 7     | 0     | 11             | 0              | 50     | 6      |
| 2022/23 | West Bromwich Albion   | Championship | 20         | 1          | 3     | 1     | —              | —              | 23     | 2      |
| Totaal  | Totaal                 | Totaal       | 230        | 38         | 41    | 11    | 64             | 4              | 335    | 53     |

## Interlandcarrière
Rogić speelde in het nationaal zaalvoetbalelftal van Australië in 2010 en 2011. Op 7 maart 2011 debuteerde hij in het olympisch voetbalelftal van zijn land tegen Irak. Zijn debuut in het Australisch voetbalelftal maakte Rogić op 14 november 2012, toen hij onder bondscoach Holger Osieck mocht meespelen in de oefeninterland tegen Zuid-Korea (1–2 winst). In de achtenzestigste minuut viel Rogić in voor aanvaller Archie Thompson. Op 11 juni 2013 viel hij eveneens in, dit keer in een interland in het succesvolle kwalificatietoernooi voor het wereldkampioenschap voetbal 2014 tegen Jordanië (4–0 winst). Gedurende de wedstrijd gaf Rogić een assist op aanvoerder Lucas Neill, die zijn eerste interlanddoelpunt maakte. Op 3 september 2015 maakte hij in de WK-kwalificatiewedstrijd tegen Bangladesh zelf zijn eerste interlanddoelpunt. Na 9 minuten speeltijd verdubbelde Rogić de score (2–0); Australië liep uiteindelijk uit tot een 5–0 overwinning. Rogić nam in juni 2017 met Australië deel aan de FIFA Confederations Cup in Rusland, waar in de groepsfase eenmaal werd verloren en tweemaal werd gelijkgespeeld.
| Interlands van Tom Rogić voor Australië | Interlands van Tom Rogić voor Australië | Interlands van Tom Rogić voor Australië  | Interlands van Tom Rogić voor Australië | Interlands van Tom Rogić voor Australië | Interlands van Tom Rogić voor Australië | Interlands van Tom Rogić voor Australië |
| №                                       | Datum                                   | Wedstrijd                                | Uitslag                                 | Competitie                              | Goals                                   |                                         |
| Als speler bij Central Coast Mariners   | Als speler bij Central Coast Mariners   | Als speler bij Central Coast Mariners    | Als speler bij Central Coast Mariners   | Als speler bij Central Coast Mariners   | Als speler bij Central Coast Mariners   | Als speler bij Central Coast Mariners   |
| --------------------------------------- | --------------------------------------- | ---------------------------------------- | --------------------------------------- | --------------------------------------- | --------------------------------------- | --------------------------------------- |
| 1                                       | 14 november 2012                        | Zuid-Korea – Australië                   | 1 – 2                                   | Vriendschappelijk                       |                                         |                                         |
| 2                                       | 3 december 2012                         | Hongkong – Australië                     | 0 – 1                                   | Vriendschappelijk                       |                                         |                                         |
| 3                                       | 5 december 2012                         | Noord-Korea – Australië                  | 1 – 1                                   | Vriendschappelijk                       |                                         |                                         |
| 4                                       | 7 december 2012                         | Guam – Australië                         | 0 – 9                                   | Vriendschappelijk                       |                                         |                                         |
| Als speler bij Celtic                   |                                         |                                          |                                         |                                         |                                         |                                         |
| 5                                       | 11 juni 2013                            | Australië – Jordanië                     | 4 – 0                                   | WK 2014 kwalificatie                    |                                         |                                         |
| 6                                       | 18 juni 2013                            | Australië – Irak                         | 1 – 0                                   | WK 2014 kwalificatie                    |                                         |                                         |
| 7                                       | 7 september 2013                        | Brazilië – Australië                     | 6 – 0                                   | Vriendschappelijk                       |                                         |                                         |
| 8                                       | 19 november 2013                        | Australië – Costa Rica                   | 1 – 0                                   | Vriendschappelijk                       |                                         |                                         |
| 9                                       | 5 maart 2014                            | Ecuador – Australië                      | 4 – 3                                   | Vriendschappelijk                       |                                         |                                         |
| 10                                      | 3 september 2015                        | Australië – Bangladesh                   | 5 – 0                                   | WK 2018 kwalificatie                    | 8'                                      |                                         |
| 11                                      | 8 september 2015                        | Tadzjikistan – Australië                 | 0 – 3                                   | WK 2018 kwalificatie                    |                                         |                                         |
| 12                                      | 8 oktober 2015                          | Jordanië – Australië                     | 2 – 0                                   | WK 2018 kwalificatie                    |                                         |                                         |
| 13                                      | 12 november 2015                        | Australië – Kirgizië                     | 3 – 0                                   | WK 2018 kwalificatie                    |                                         |                                         |
| 14                                      | 24 maart 2016                           | Australië – Tadzjikistan                 | 7 – 0                                   | WK 2018 kwalificatie                    | 70' 72'                                 |                                         |
| 15                                      | 29 maart 2016                           | Australië – Jordanië                     | 5 – 1                                   | WK 2018 kwalificatie                    | 53'                                     |                                         |
| 16                                      | 27 mei 2016                             | Engeland – Australië                     | 2 – 1                                   | Vriendschappelijk                       |                                         |                                         |
| 17                                      | 4 juni 2016                             | Australië – Griekenland                  | 1 – 2                                   | Vriendschappelijk                       |                                         |                                         |
| 18                                      | 7 juni 2016                             | Australië – Griekenland                  | 1 – 0                                   | Vriendschappelijk                       |                                         |                                         |
| 19                                      | 1 september 2016                        | Australië – Irak                         | 2 – 0                                   | WK 2018 kwalificatie                    |                                         |                                         |
| 20                                      | 6 september 2016                        | Verenigde Arabische Emiraten – Australië | 0 – 1                                   | WK 2018 kwalificatie                    |                                         |                                         |
| 21                                      | 6 oktober 2016                          | Saoedi-Arabië – Australië                | 5 – 2                                   | WK 2018 kwalificatie                    |                                         |                                         |
| 22                                      | 11 oktober 2016                         | Australië – Japan                        | 1 – 1                                   | WK 2018 kwalificatie                    |                                         |                                         |
| 23                                      | 15 november 2016                        | Thailand – Australië                     | 2 – 2                                   | WK 2018 kwalificatie                    |                                         |                                         |
| 24                                      | 8 juni 2017                             | Australië – Saoedi-Arabië                | 3 – 2                                   | WK 2018 kwalificatie                    | 64'                                     |                                         |
| 25                                      | 13 juni 2017                            | Australië – Brazilië                     | 0 – 4                                   | Vriendschappelijk                       |                                         |                                         |
| 26                                      | 19 juni 2017                            | Australië – Duitsland                    | 2 – 3                                   | Confederations Cup 2017                 | 41'                                     |                                         |
| 27                                      | 22 juni 2017                            | Kameroen – Australië                     | 1 – 1                                   | Confederations Cup 2017                 |                                         |                                         |
| 28                                      | 31 augustus 2017                        | Japan – Australië                        | 2 – 0                                   | WK 2018 kwalificatie                    |                                         |                                         |
| 29                                      | 5 september 2017                        | Australië – Thailand                     | 2 – 1                                   | WK 2018 kwalificatie                    |                                         |                                         |
| 30                                      | 5 oktober 2017                          | Syrië – Australië                        | 1 – 1                                   | WK 2018 kwalificatie                    |                                         |                                         |
| 31                                      | 10 oktober 2017                         | Australië – Syrië                        | 2 – 1                                   | WK 2018 kwalificatie                    |                                         |                                         |
| 32                                      | 10 november 2017                        | Honduras – Australië                     | 0 – 0                                   | WK 2018 kwalificatie                    |                                         |                                         |
| 33                                      | 15 november 2017                        | Australië – Honduras                     | 3 – 1                                   | WK 2018 kwalificatie                    |                                         |                                         |
| 34                                      | 23 maart 2018                           | Noorwegen – Australië                    | 4 – 1                                   | Vriendschappelijk                       |                                         |                                         |
| 35                                      | 27 maart 2018                           | Colombia – Australië                     | 0 – 0                                   | Vriendschappelijk                       |                                         |                                         |
| 36                                      | 1 juni 2018                             | Australië – Tsjechië                     | 4 – 0                                   | Vriendschappelijk                       |                                         |                                         |
| 37                                      | 6 juni 2018                             | Hongarije – Australië                    | 1 – 2                                   | Vriendschappelijk                       |                                         |                                         |
| 38                                      | 16 juni 2018                            | Frankrijk – Australië                    | 2 – 1                                   | WK 2018                                 |                                         |                                         |
| 39                                      | 21 juni 2018                            | Denemarken – Australië                   | 1 – 1                                   | WK 2018                                 |                                         |                                         |
| 40                                      | 26 juni 2018                            | Australië – Peru                         | 0 – 2                                   | WK 2018                                 |                                         |                                         |
| 41                                      | 15 oktober 2018                         | Koeweit – Australië                      | 0 – 4                                   | Vriendschappelijk                       |                                         |                                         |
| 42                                      | 17 november 2018                        | Australië – Zuid-Korea                   | 1 – 1                                   | Vriendschappelijk                       |                                         |                                         |
| 43                                      | 6 januari 2019                          | Australië – Jordanië                     | 0 – 1                                   | AK 2019                                 |                                         |                                         |
| 44                                      | 11 januari 2019                         | Palestina – Australië                    | 0 – 3                                   | AK 2019                                 |                                         |                                         |
| 45                                      | 15 januari 2019                         | Australië – Syrië                        | 3 – 2                                   | AK 2019                                 |                                         |                                         |
| 46                                      | 21 januari 2019                         | Australië – Oezbekistan                  | 0 – 0 (4 – 2 w.n.s.)                    | AK 2019                                 |                                         |                                         |
| 47                                      | 14 november 2019                        | Jordanië – Australië                     | 0 – 1                                   | WK 2022 kwalificatie                    |                                         |                                         |
| 48                                      | 2 september 2021                        | Australië – China                        | 3 – 0                                   | WK 2022 kwalificatie                    |                                         |                                         |
| 49                                      | 7 september 2021                        | Vietnam – Australië                      | 0 – 1                                   | WK 2022 kwalificatie                    |                                         |                                         |
| 50                                      | 7 oktober 2021                          | Australië – Oman                         | 3 – 1                                   | WK 2022 kwalificatie                    |                                         |                                         |
| 51                                      | 12 oktober 2021                         | Japan – Australië                        | 2 – 1                                   | WK 2022 kwalificatie                    |                                         |                                         |
| 52                                      | 27 januari 2022                         | Australië – Vietnam                      | 4 – 0                                   | WK 2022 kwalificatie                    | 47'                                     |                                         |
| 53                                      | 1 februari 2022                         | Oman – Australië                         | 2 – 2                                   | WK 2022 kwalificatie                    |                                         |                                         |

## Erelijst
| Premiership  | 8 | 2012/13, 2014/15, 2015/16, 2016/17, 2017/18, 2018/19, 2019/20, 2021/22 |
| Scottish Cup | 5 | 2012/13, 2016/17, 2017/18, 2018/19, 2019/20                            |
| League Cup   | 6 | 2014/15, 2016/17, 2017/18, 2018/19, 2019/20, 2021/22                   |